# Georgenkirche (Białogard)

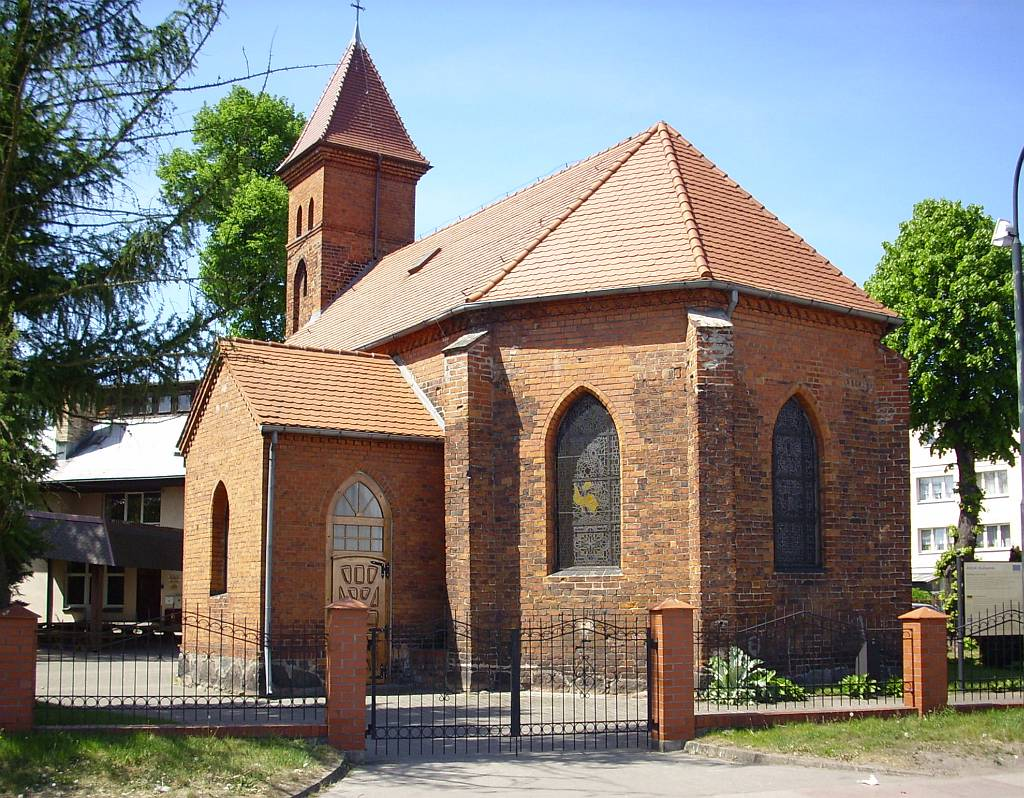
Die Georgenkirche in Białogard (Belgard) im Jahre 2008

Die Georgenkirche (polnisch Kościół pod wezwaniem św. Jerzego) der Stadt Białogard (Belgard) in der polnischen Woiwodschaft Westpommern steht an der ul. Świdwińska und ist die zweitälteste Kirche der vormals drei Gotteshäuser dieser Stadt. Sie stammt aus dem 14. Jahrhundert.

## Baubeschreibung
Bei der von Ost nach West ausgerichteten Belgarder Georgenkirche handelt es sich um ein gotisches Gebäude, das in Ziegelbauweise mit massivem Turm und polygonalem Chorabschluss errichtet worden ist. Im Turm befindet sich ein spitzbögiger Eingang und im Kircheninnern reiches Strebewerk mit ebenfalls spitzbögigen Fensteröffnungen. Um das Kirchenäußere rankt sich ein Arkadenfries.

## Geschichte
Die Georgenkirche steht an der Stelle, an der schon früher eine Kapelle – angeblich von Bischof Otto von Bamberg geweiht – gestanden hat. Diese Kapelle wiederum soll dort errichtet worden sein, wo früher ein heidnischer Tempel stand.
Die Kirche war außerhalb der Stadtmauer gebaut – im Westen, im Gegenüber zur später im Osten der Stadt errichteten Jakobikirche, die wegen Baufälligkeit zusammenfiel und deren Nachfolgebau, die Petrikirche aus dem 17. Jahrhundert, Anfang der 1960er Jahre abgerissen wurde.
Im Jahre 1858 ist die Georgenkirche grundlegend umgebaut worden. Weitere Renovierungen wurden 1925 und 1928 vorgenommen.
Zu keiner Zeit war die Georgenkirche eine eigene Pfarrkirche, sondern war vielmehr der Marienkirche zugeordnet. Die Pfarrer der Marienkirche hatten auch den Predigtdienst in der Georgenkirche wahrzunehmen. Hier fanden besonders Neben- und Parallelgottesdienste statt, und besonders häufig wurde sie für Trauerfeiern anlässlich von Beerdigungen auf dem nahegelegenen Friedhof benutzt.
In der Folge des Krieges wurde die Georgenkirche als evangelisches Gotteshaus zugunsten der Katholischen Kirche in Polen enteignet. Noch 1946 hatte der letzte deutsche in Belgard verbliebene Pfarrer, Superintendent Johannes Zitzke, in ihr mit den noch in Belgard lebenden deutschen Gemeindegliedern einen Konfirmationsgottesdienst gefeiert.
Heute stellt die Katholische Kirche die Georgenkirche den evangelischen Christen für Gottesdienstzwecke zur Verfügung. Der Pfarrer der Pfarrei Koszalin (Köslin) in der Diözese Pommern-Großpolen der polnischen Evangelisch-Augsburgischen Kirche hält hier regelmäßig Gottesdienste für Gemeindeglieder des Einzugsbereichs von Białogard, in festen Abständen auch in deutscher Sprache.